# Imany (album)
Albums de Dinos
Apparences
(2014) Taciturne
(2019)
Imany est le premier album studio du rappeur français Dinos sorti le 27 avril 2018.
En septembre 2021, l’album est certifié disque d’or par la SNEP.

## Présentation
Imany est le premier album de Dinos, annoncé en juin 2015 il sortira finalement le 27 avril 2018,.
Le 7 décembre 2018, l'album sort en version deluxe avec sept titres supplémentaires.

## Liste des pistes
| 1.      | Iceberg Slim                     | Iksma             | 4:28 |
| 2.      | Argentique                       | Twenty9           | 4:05 |
| 3.      | Beuh et liqueurs (feat. Ateyaba) | Notinbed          | 4:04 |
| 4.      | Hiver 2004                       | Twenty9           | 3:51 |
| 5.      | Spleen                           | BBP               | 2:46 |
| 6.      | Havana & Malibu                  | Twenty9           | 4:19 |
| 7.      | Rue sans nom                     | StillNas          | 3:05 |
| 8.      | Flashé                           | Richie Beats      | 4:25 |
| 9.      | Helsinki                         | Steph’one & Dinos | 4:53 |
| 10.     | Quelqu'un de mieux               | BBP               | 3:58 |
| 11.     | Bloody Mary (feat. Youssoupha)   | Machynist         | 3:33 |
| 12.     | Les pleurs du mal                | BBP               | 5:05 |
| 13.     | Magenta                          | Twenty9           | 4:01 |
| 14.     | Donne moi un peu de temps        | Josh & Le Motif   | 2:52 |
| 15.     | Notifications                    | BBP               | 3:57 |
| 16.     | Sophistiqué                      | Dinos & Twenty9   | 5:49 |
| 17.     | Presque célèbre                  | BBP               | 4:55 |
| 1:10:00 |                                  |                   |      |

| Édition Deluxe | Édition Deluxe | Édition Deluxe     | Édition Deluxe | Édition Deluxe | Édition Deluxe | Édition Deluxe | Édition Deluxe | Édition Deluxe | Édition Deluxe |
| No             | Titre          | Producteurs        | Durée          |                |                |                |                |                |                |
| -------------- | -------------- | ------------------ | -------------- | -------------- | -------------- | -------------- | -------------- | -------------- | -------------- |
| 1.             | Placebo        | Heizenberg & Chapo | 3:10           |                |                |                |                |                |                |
| 2.             | Comme ça       | Wav Maker          | 3:14           |                |                |                |                |                |                |
| 3.             | Coco           | Furlax             | 2:35           |                |                |                |                |                |                |
| 4.             | PFW            | Dinos & BBP        | 2:40           |                |                |                |                |                |                |
| 5.             | Fetty Wap      | Twenty9            | 2:10           |                |                |                |                |                |                |
| 6.             | Retrograde     | BBP                | 3:19           |                |                |                |                |                |                |
| 7.             | Sinéquanone    | SHABZBEATZ         | 3:08           |                |                |                |                |                |                |
| 01:30:00       |                |                    |                |                |                |                |                |                |                |

Notes

## Titres certifiés en France
- Placebo :  Diamant[5]
- Helsinki :  Platine[5]

## Classement et ventes

### Classement par pays
| Classements                  | Meilleure position |
| ---------------------------- | ------------------ |
| Belgique (Wallonie Ultratop) | 24                 |
| France (SNEP)                | 65                 |

### Certifications et ventes
| Région        | Certification | Ventes |
| ------------- | ------------- | ------ |
| France (SNEP) | Or            | 50 000 |